# Maatia Toafa
Maatia Toafa (n. en 1954) es un político de Tuvalu que fue primer ministro en dos ocasiones.
Alcanzó el puesto de primer ministro el 27 de agosto de 2004, al dimitir el anterior líder, Saufatu Sopoanga por no superar una moción de censura. Como la mayoría de los primeros ministros, durante su gobierno ocupó el puesto de ministro de Asuntos Exteriores. En las elecciones de 2006 fue reelegido como miembro del Parlamento de Tuvalu, pero sus compañeros le retiraron su confianza, dando el cargo a Apisai Ielemia. El 29 de septiembre de 2010 ocupó por segunda vez el cargo de primer ministro, y se mantuvo en dicho puesto hasta que perdió una moción de confianza el 21 de diciembre del mismo año. Tres días después abandonó el cargo al ser elegido su sucesor Willy Telavi.